# Anthony Phillips
Anthony Edwin "Ant" Phillips (Londres, Inglaterra, 23 de diciembre de 1951) es un músico británico conocido sobre todo por ser uno de los miembros fundadores de la banda de rock progresivo Genesis, en la que tocó guitarra y le diera ese sonido característico que el grupo desarrolló durante su década más creativa y experimental. Phillips abandonó la banda en 1970, después del lanzamiento de su segundo álbum, Trespass, a causa de su miedo escénico y por consejo médico tras una neumonía que le complicó la salud. Se le conoce por su trabajo con guitarras de doce cuerdas y su influencia puede apreciarse en los primeros trabajos de Genesis que después de su partida de la banda continuó con Steve Hackett tomando este último su lugar.
El primer álbum de Genesis tras la partida de Phillips (Nursery Cryme) incluye dos canciones remanentes de los días de Phillips con el grupo: "The Musical Box" (que Phillips compuso en 1969 y tituló inicialmente como "Fa Sostenido" y después "Manipulation" para luego volver a cambiarse de nombre al definitivo) y "The Fountain of Salmacis". 
Después de abandonar Genesis, Phillips estudió música clásica (especialmente guitarra clásica y también piano) colaborando en grabaciones de Harry Williamson, Mike Rutherford, Phil Collins y Camel, entre otros. Su primer álbum como solista, The Geese and the Ghost, salió a la venta en 1977. Conformado de baladas pastorales y otras composiciones de larga duración, el disco fue lanzado en pleno surgimiento del punk, y no tuvo ventas satisfactorias aunque más tarde se volvió un disco clásico de su carrera.
Al año siguiente, Phillips lanzó su segundo álbum (Wise After the Event) y en 1979 el tercero, titulado Sides. Aunque estas dos grabaciones tuvieron una orientación más pop-rock sinfónica, tampoco obtuvieron mucho éxito. A pesar de esto, Phillips siguió trabajando paralelamente en álbumes más introspectivos como sus series Privates Parts and Pieces (cuyo primer volumen fue publicado junto con Sides) y sus sucesivos volúmenes, lanzados en los años ochenta y noventa.
En 1981, Phillips comenzó a escribir material nuevo con Andrew Latimer, líder de Camel, y fue un invitado destacado en el álbum The Single Factor de dicha banda inglesa. Dos años después publicó el álbum Invisible Men, mucho más orientado hacia el pop que sus trabajos anteriores. Phillips dijo sobre este disco que su grabación fue "pésimamente mal" debido a las presiones de la discográfica, y que finalmente desistió de su actitud por lograr éxito comercial en favor de composiciones más elaboradas en la línea de su etapa en Genesis. 
A mediados de esa década incursionó por primera vez en la llamada Library Music y en los sonidos new age con su álbum Slow Waves, Soft Stars y produciendo al músico Dennis Quinn en algunos de sus primeros casetes y CD.
Los noventa fueron sus años más prolíficos y los que vieron salir a la luz sus mejores álbumes de la serie Private Parts & Pieces, colaborando especialmente con el destacado músico japonés Joji Hirota, sin olvidar su regreso a las grabaciones e improvisaciones en vivo con el músico argentino Guillermo Cazenave y una fugaz aparición en un escenario acompañando al coro del monasterio de Gaden Shartse, así como la realización en Barcelona y mediante Cazenave de sus únicos dos videos oficiales: From Genesis... to Revelation y The Meadows of Englewood, con imágenes y clips del álbum de igual nombre. 
Cabe destacar el aporte de material de archivo del propio Phillips para el primer box set de Genesis, Genesis Archive 1967-75, lanzado en 1998.
Los años 2000s fueron una continuación sin sobresaltos de su música por encargo para documentales y publicidad y las ediciones esporádicas de nuevos Private Parts & Pieces, remarcando la edición de su disco para guitarra Field Day, su aparición como invitado en el álbum de Steve Hackett Out of the Tunnel's Mouth, la orquestación de su música para Seventh Heaven en colaboración con el director Andrew Skeet, la edición de su primer DVD para la reedición de The Meadows of Englewood, la publicación de un libro biográfico escrito por el periodista italiano Mario Giammetti y la edición de su primer Box-Set en el año 2015 tras su nuevo contrato discográfico con el Sello Esoteric Records.
Actualmente dicho Sello está reeditando todo el fondo de catálogo de Phillips, añadiendo material inédito y remasterizado. 

## Discografía
- The Geese And The Ghost (1977)
- Wise After The Event (1978)
- Sides (1979)
- Private Parts and Pieces (1979)
- Private Parts and Pieces II: Back to the Pavilion (1980)
- 1984 (1981)
- Private Parts and Pieces III: Antiques (1982, con Enrique Berro García)
- Invisible Men (1983)
- Private Parts and Pieces IV: A Catch at the Tables (1984)
- Harvest of the Heart (1985)
- Private Parts and Pieces V: Twelve (1985)
- Private Parts and Pieces VI: Ivory Moon (1986)
- Private Parts and Pieces VII: Soft Waves, Slow Stars (1987)
- Tarka (1988, con Harry Williamson)
- Missing Links One: Finger Painting (1989)
- Slow Dance (1990)
- Private Parts and Pieces VIII: New England (1992)
- Sail the World (1994)
- Missing Links Two: The Sky Road (1994)
- Gypsy Suite (1994, con Harry Williamson)
- The Living Room Concert (1995)

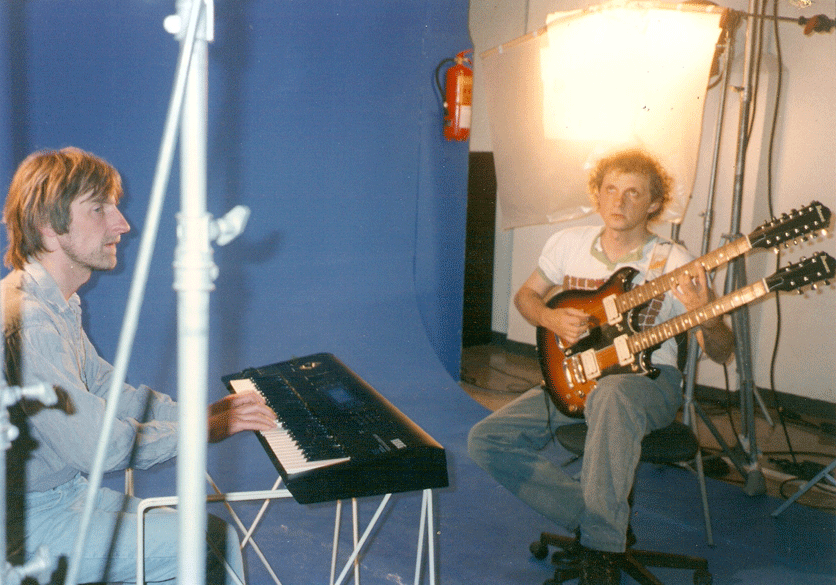
Anthony Phillips en los años 90, con G. Cazenave

- Meadows of Englewood (1995, con Guillermo Cazenave)
- Anthology (1995)
- Private Parts and Pieces IX: Dragonfly Dreams (1996)
- Missing Links Three: Time and Tide (1997, con Joji Hirota)
- Legend (1997)
- Live Radio Sessions (1998, con Guillermo Cazenave)
- Archives Collection Volume One (1998)
- Legend (1999)
- Private Parts and Pieces X: Soirée (2000)
- Soft Vivace (2002)
- All Our Lives (doble CD incluyendo Meadows of Englewood y The Live Radio Sessions) (2002)
- Radio Clyde (2003)
- Soundscapes (2003)
- Archive Collection Volume Two (2004)
- Field Day (2005)
- Missing Links Four: Pathways and Promenades (2009)
- Seventh Heaven (2010) con Andrew Skeet
- Ahead of the Field (2010)
- Private Parts and Pieces XI. City Of Dreams" (2012)
- The Meadows of Englewood XV Anniversary Edition, con Guillermo Carlos Cazenave (2013)
- Harvest of the Heart, Box-Set (2015)
- Strings of Light (2019)